# Dijkbekleding

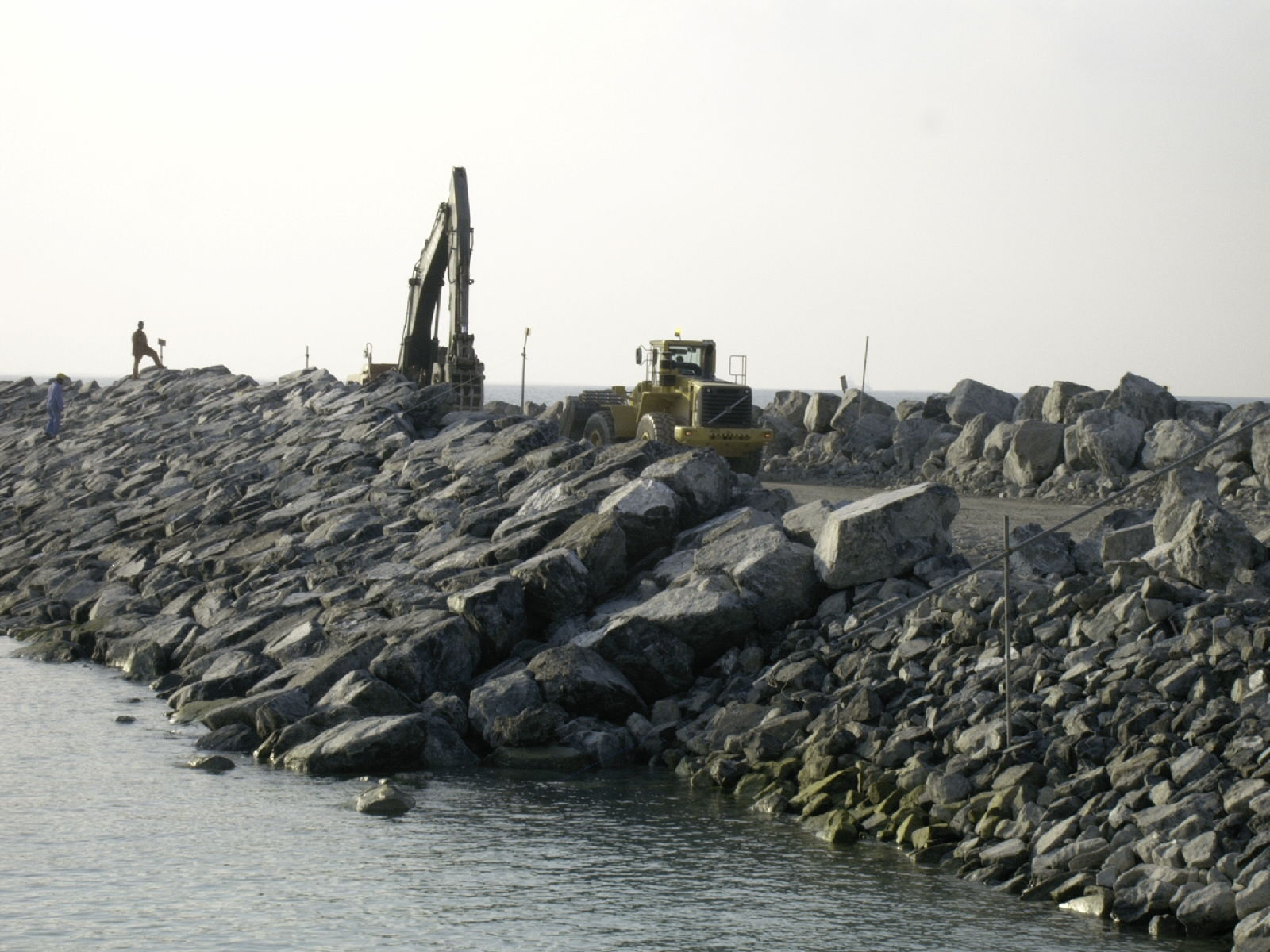
Dubbellaagse breuksteenglooiing in aanleg in Dubai (2005)

Een dijk heeft een dijkbekleding om te voorkomen dat door golfslag of stroming de dijk beschadigd. Meestal bestaat de dijkbekleding uit een steenachtig materiaal, maar een bekleding van gras op een kleipakket kan in veel gevallen ook goed voldoen. Dijkbekledingen kunnen bestaan uit loskorrelig materiaal (bijv. waterbouwsteen), blokken (van natuursteen of beton) of plaatbekledingen (bijv. asfalt). Voor de bekleding van (niet-waterkerende) oevers, met name tegen scheepsbelasting wordt verwezen naar Oeverbescherming.

## Loskorrelig materiaal
Een dijkbekleding kan uitgevoerd worden met losse breuksteen (waterbouwsteen). Deze steen moet dan in twee lagen aangebracht worden. Bovendien moet er tussen het steenpakket en de (meestal zandige) ondergrond een filterlaag zitten. Dit kan een geotextiel zijn, maar ook een filter uit steenslag van verschillende maten kan voldoen. In Nederland is een dergelijke dijkbekleding niet gebruikelijk, maar in het buitenland is het de meest voorkomende vorm van bekleding. Het benodigde steengewicht is een functie van de golfhoogte die ter plekke kan optreden. De diameter van de steen neemt lineair toe met de golfhoogte (het gewicht dus met een factor tot de derde macht). Voor het berekenen van heet steengewicht wordt nog wel de Hudson-formule gebruikt, maar die is niet aan te bevelen voor stenen op een zandige ondergrond. In dat geval wordt de (meer gecompliceerde) Van der Meer-formule aanbevolen. (chapter 8)

## Blokkenbekleding

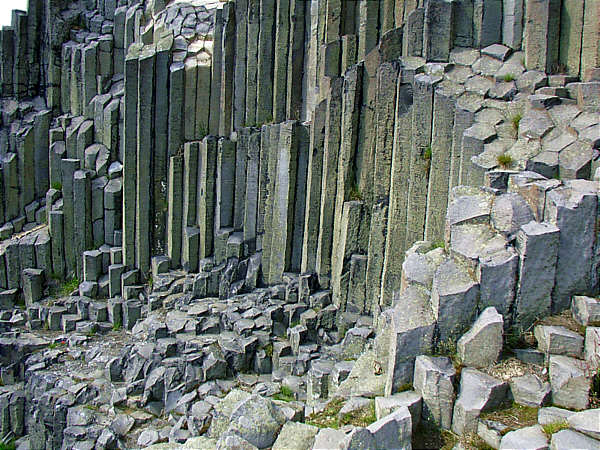
Basaltzuilen in een rotswand in Tsjechië

Oorspronkelijk werden veel dijken bekleed met natuursteen uit de omgeving van Nederland. In Zeeland is veelvuldig Vilvoordse steen gebruikt, maar deze steen is vrij zacht en niet bestand tegen zware golfaanval. Later is daarom overgegaan op basalt, meestal afkomstig uit Duitsland. Soms is basalt beschikbaar in de vorm van zuilen. Deze, min of meer zeshoekige, stenen zijn op natuurlijke wijze ontstaan tijdens het stollingsproces. Door deze vorm kunnen er dichte, sterke glooiingsconstructies van gemaakt worden. De Afsluitdijk is bijvoorbeeld in zijn geheel bekleed met basaltzuilen.

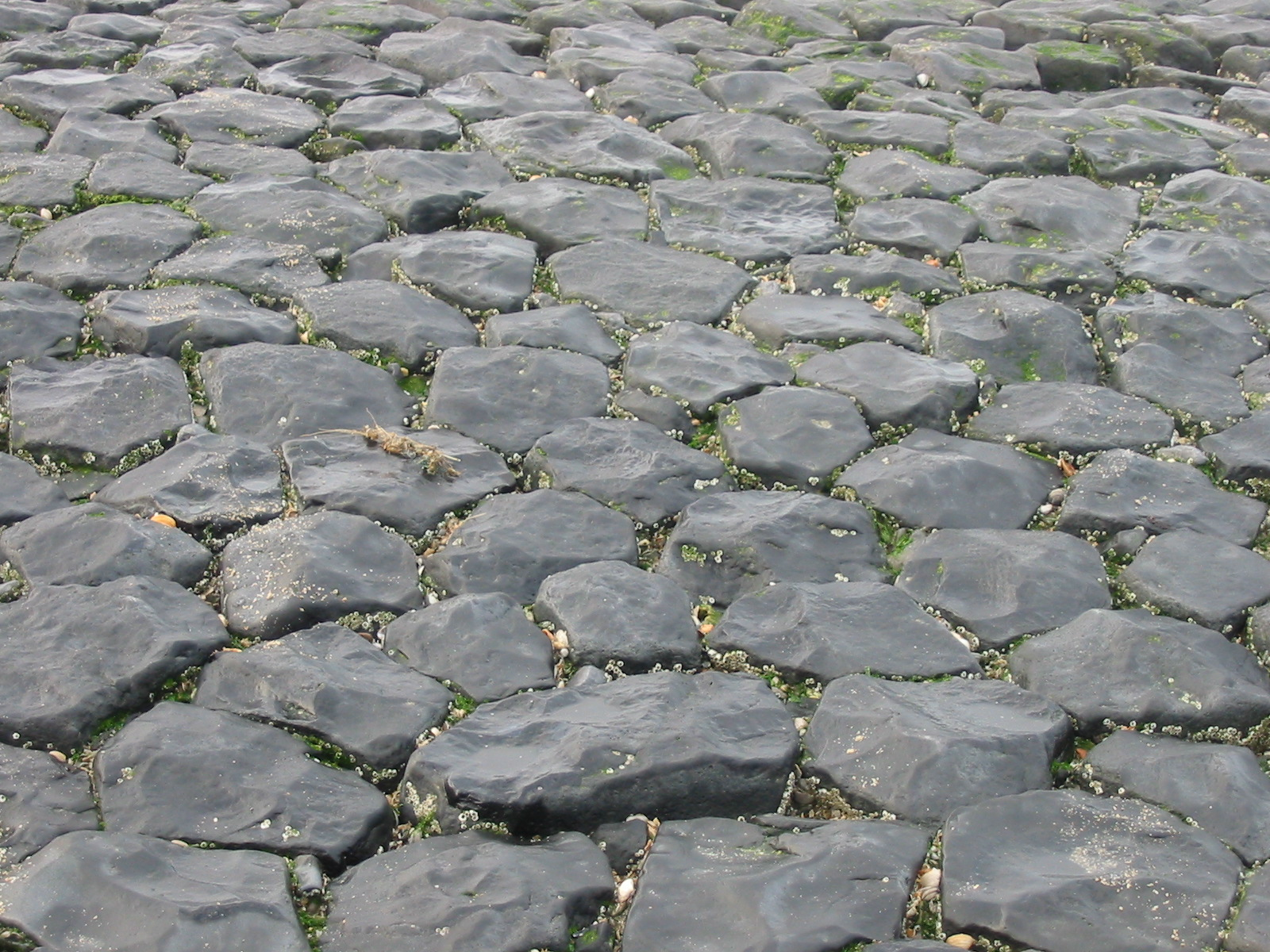
Zetsteen van basaltzuilen in een strandhoofd bij Scheveningen

Ook de meeste strandhoofden in Nederland zijn bekleed met zetsteen van zuilenbasalt. Vooral de wat oudere glooiingen zijn zo precies gezet dat er vrijwel geen ruimte tussen de stenen over is. Vaak zit deze ruimte vol met zand en kleine steentjes.

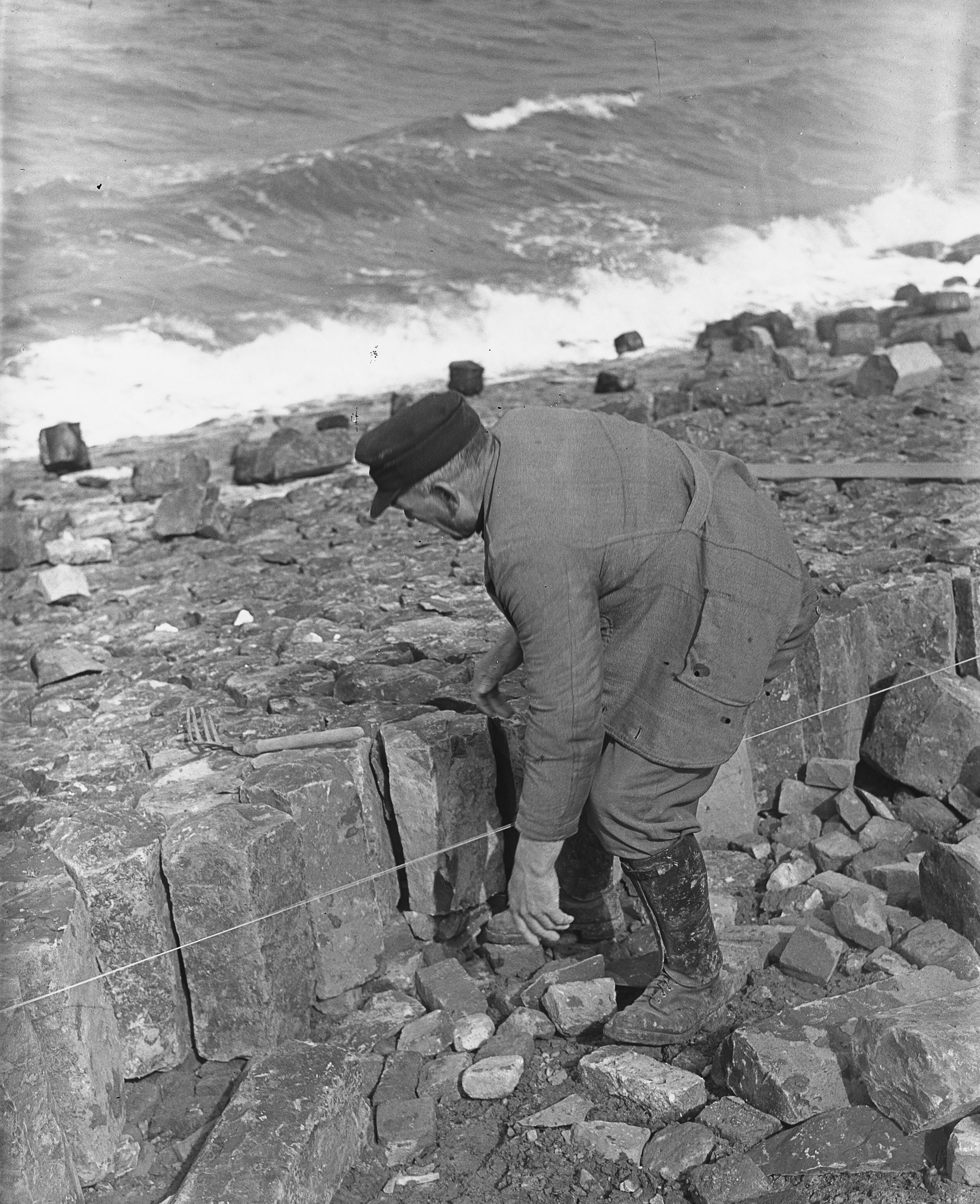
Steenzetter aan het werk op de Afsluitdijk

Het plaatsen van natuurlijke basalt (steenzetten) is zwaar werk, en moeilijk de automatiseren. Daarbij komt dat de groeven in de omgeving van Nederland uitgeput zijn, of zich in natuurgebieden bevinden. Daarom wordt er tegenwoordig vooral gebruik gemaakt van betonnen blokken. Natuurlijke basaltzuilen worden alleen nog gebruikt voor herstel van bestaande natuurlijke basaltglooiingen en in die gevallen waar het uiterlijk een belangrijke rol speelt (bijv. rond historische bouwwerken). Bovendien zijn er nog maar heel weinig steenzetters die een goede glooiing van natuurlijke zuilen kunnen plaatsen. Omdat dit handwerk is, is de plaatsingssnelheid ook erg laag, en kost het dus erg veel tijd om een glooiing te zetten. Vaak is deze tijd ook niet beschikbaar in de uitvoeringsperiode.

### Betonblokken
In Nederland zijn de meest voorkomende betonnen blokken het Basaltonblok en het Hydroblock. Al deze blokken hebben als eigenschap dat ze een vaste hoogte hadden (wat een groot voordeel is t.o.v. de natuurbasalt). Verder zijn alle blokken zo vormgegeven dat ze doorlatend zijn voor water, maar niet voor de korrel van de filterlaag onder de blokken. De stabiliteit van een blokkenbekleding hangt af van het gewicht per vierkante meter bekleding, niet van het gewicht van de individuele blokken. Daarom is het plaatsen van zuilvormige blokken efficiënt.

Oudere, niet meer toegepaste blokvormen zijn onder andere het Haringmanblok, de Diaboolglooiing, de Spijkerglooiing en de Muraltglooiing.

### Pilarczyk-formule
Stabiliteit van een blokkenbekleding
In tegenstelling van wat vaak gedacht wordt is de golfklap niet maatgevend voor de stabiliteit van een blokkenglooiing. De klap probeert het blok steviger in de glooiing te slaan, en geeft eigenlijk een versterking.
Maatgevend is de onderdruk onder de glooiing die optreedt bij het teruglopen van de golven. Op het moment van maximale golfneerloop is aan de buitenzijde de druk nul, terwijl aan de binnenzijde de hydrostatische druk heerst. Er is dus een overdruk, die de steen uit de glooiing wil drukken. De schade aan een blokkenglooiing zal dus als eerste optreden ter hoogte van het punt van maximale terugloop, dit is ca. de golfhoogte onder het stilwaterniveau. Als dit in formulevorm uitgewerkt wordt krijgt men:

{\displaystyle {\frac {H_{s}}{\Delta d}}=3{\frac {\cos \alpha }{\xi }}}
waarin
ξ is het Iribarrengetal;
Hs de significante golfhoogte aan de teen van de constructie;
d is de hoogte van het blok;
α de helling van het talud;
Δ is de relatieve dichtheid van de steen;
{\displaystyle \Delta ={\frac {(\rho _{s}-\rho _{w})}{\rho _{s}}}\approx 1{,}5}
ρs is de dichtheid van de steen
ρw is de dichtheid van het water
Deze formule staat bekend als de Pilarczyk-formule voor blokstabiliteit. Echter in werkelijkheid is een blok altijd stabieler, omdat in deze formule geen rekening gehouden is met de wrijving tussen de blokken en met de lek door de glooiing.
Ook blijkt bij hogere Iribarrengetallen de sterkte weer toe te nemen.
Grootschalig onderzoek bij Deltares

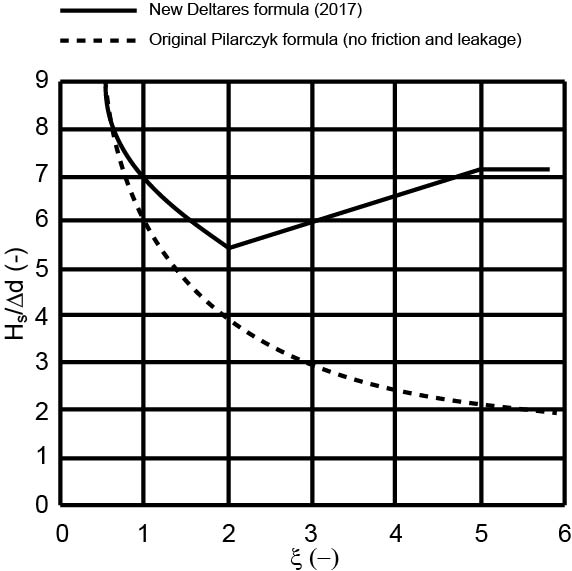
Stabiliteit van gezette betonblokken

heeft geleid tot een aanpassing van deze formule tot:

{\displaystyle {\begin{cases}{\frac {H_{s}}{\Delta d}}=f_{stab}\cdot 7\cdot \xi ^{-{1 \over 3}}&{\mbox{als }}\xi <2\\{\frac {H_{s}}{\Delta d}}=f_{stab}\cdot (5,5+{1 \over 2}(\xi -2)).&{\mbox{als }}2\leq \xi <5\\{\frac {H_{s}}{\Delta d}}=f_{stab}\cdot 7&{\mbox{als }}\xi \geq 5\end{cases}}}

Dit is grafisch weergegeven in de figuur.
In deze formule is fstab de stabiliteitsfactor; deze is afhankelijke van het type blok. Voor een 'standaard blok' geldt een stabiliteitsfactor van fstab=1.
| Steentype             | fstab | type filter |
| --------------------- | ----- | ----------- |
| Basalton (voor 2015)  | 0,98  | grof        |
| Basalton (na 2015)    | 1,18  | grof        |
| Basalton Quattroblock | 1,37  | grof        |
| Hydroblock            | 1,0   | grof        |
| Hillblock             | 1,19  | grof        |
| RONAton               | 1,19  | grof        |
| RONATaille            | 0,89  | grof        |
| Verkalit mgv          | 1,25  | fijn        |
| Verkalit GOR          | 0,98  | fijn        |
| C-Star                | 1,17  | grof        |

Een fijn filter heeft een karakteristieke korreldiameter df15 van ongeveer 3 mm, terwijl een grof filter een karakteristieke korreldiameter df15 van ongeveer 10 mm. Bij de bepaling van de stabiliteitsfactor is rekening gehouden met de korreldiameter van het filter; bij andere korreldiameters krijgt men andere stabiliteitsfactoren.

### Bloktypes
De betonblokken kunnen ingedeeld worden in drie categorieën:
- blokken die vooral op klemming vast zitten, zoals Basalton, Hydroblock en C-Star
- blokken die veel holle ruimte hebben en daardoor minder oploop geven, zoals Hillblock en RonaTaille
- blokken die in elkaar haken, zoals Verkalit

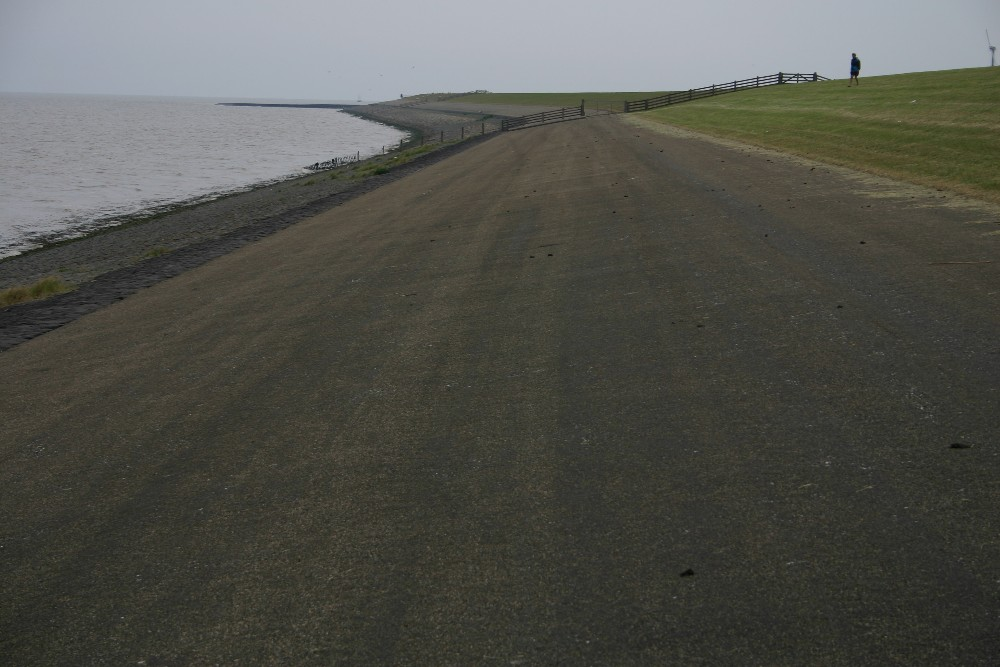
Een Waddenzeedijk in Friesland grotendeels met een bekleding van waterbouwasfalt

## Plaatbekleding
Een plaatbekleding kan van beton, asfalt of een kunststof-steen mengsel zijn. Platen kunnen zowel doorlatend als ondoorlatend uitgevoerd worden.

### Beton

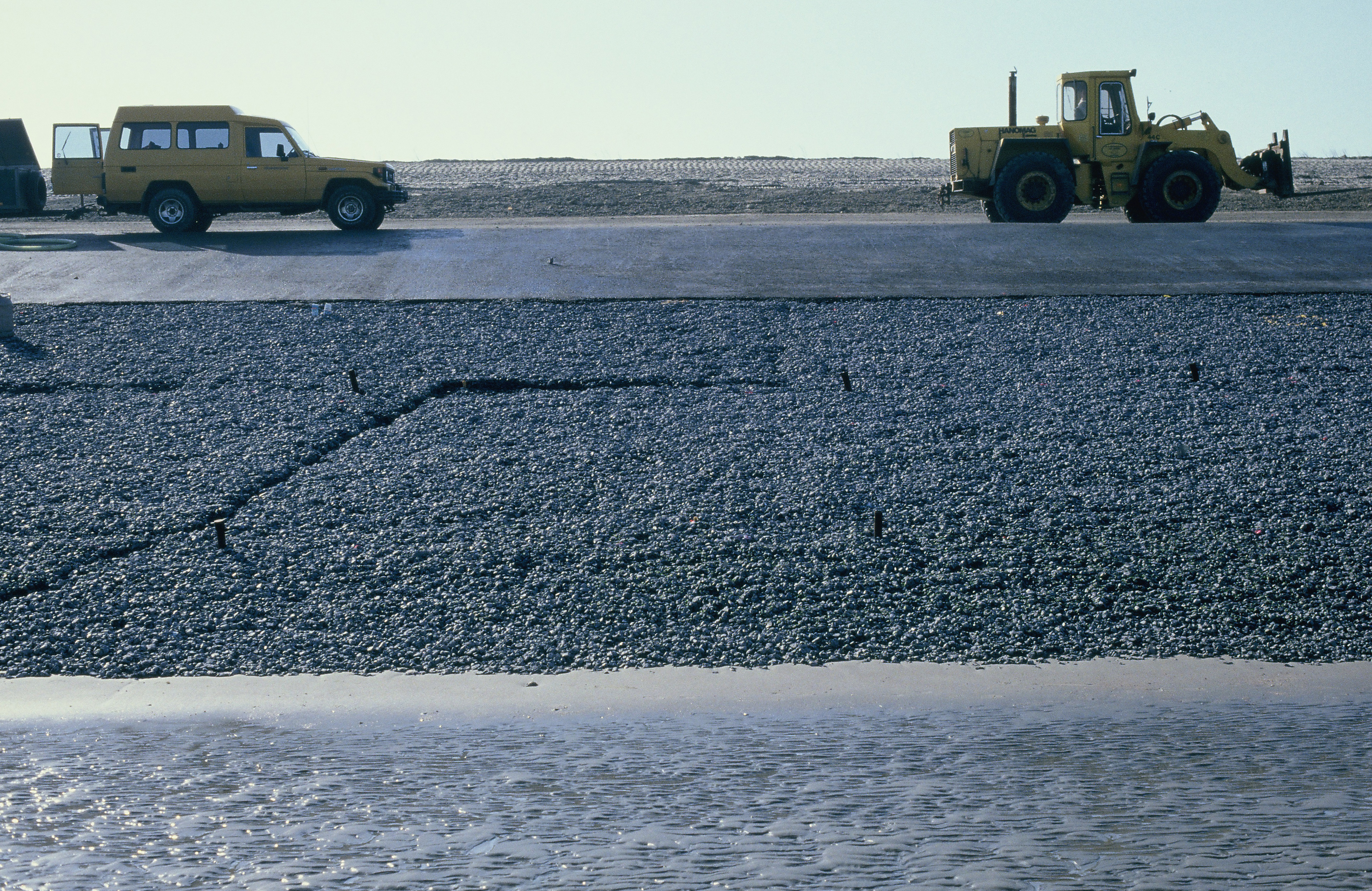
Schade aan een bekleding met open colloïdaal beton

Betonplaten (zoals de Muraltglooiing worden niet meer gebruikt, door hun grote stijfheid zijn zij te gevoelig voor breken. In de tachtiger jaren van de 20e eeuw zijn ook proeven gedaan met open colloïdaal beton als dijkbekleding. Open colloïdaal beton is een mengsel van breuksteen en cement met superplasticficeerder. De zandfractie ontbreekt, het bestaat dus feitelijk uit een breuksteen skelet dat door een cementlijm aan elkaar verbonden is. Ook dit was geen succes. De platen braken snel, de oppervlakte werd te snel beschadigd door losse stenen die over het talud rolden.
In België is op een groot aantal plaatsen ook zo'n bekleding aangelegd langs kanaaloevers. Daar blijkt deze bekleding veel beter te voldoen. Dit komt waarschijnlijk doordat het karakter van scheepsgolven anders is, de grondslag van de oevers in België veel stabieler is, en er in kanalen minder steen door de golfslag op de overs heen-en-weer bewogen wordt.

### Asfalt
Ook asfalt is beschikbaar in een open en een dichte plaatbekleding.
Voor het ontwerpen van een asfaltbekleding zie de Handreiking dijkbekledingen deel 3. Asfaltbekledingen kunnen uitgevoerd worden als dicht asfalt (waterbouwasfalt) of als open steenasfalt, zoals dat ook in de wegenbouw (ZOAB) gebruikt wordt. Het bezwaar van dicht asfalt is dat er grote overdrukken onder kunnen ontstaan en dat het daardoor vrij zwaar uitgevoerd moet worden. Open steenasfalt is waterdoorlatend, en kan de waterdrukken wel afvoeren. Hierdoor kan het dunner uitgevoerd worden, maar dit materiaal is dan weer minder sterk (minder bestand tegen de schurende werking van zand en water). Een algemeen probleem van asfalt is dat bij periodieke belastingen (golfklappen) vermoeiing kan optreden.

### Kunststof
Polyurethaangebonden oeverbekledingen (een mengsel van polyurethaan en steen) zijn beschikbaar onder de merknaam Elastocoast. De structuur van dit materiaal is identiek aan open colloïdaal beton of open steenasfalt. Dit materiaal heeft als voordeel dat het sterk, elastisch en zeer waterdoorlatend is. Het bezwaar van dit materiaal is dat het de zettingen van de ondergrond slecht kan volgen (het vertoont geen viskeus kruipgedrag zoals asfalt).
Er zijn ook proeven gedaan met epoxyhars als bindmiddel van de stenen, maar de ervaringen daarmee zijn minder goed.

## Vegetatie
In een aantal gevallen kan ook vegetatie gebruikt worden als dijkbekleding. Dit kan een matvormende grassoort zijn. In sommige gevallen wordt (in tropische gebieden) ook vetiver gebruikt.

### Matvormende grassen
Als de golfbelasting niet al te groot is, en er niet continue water tegen de dijk staat voldoet vaak ook een grasmat. Deze grasmat moet doorgaand zijn, zonder kale plekken met een goede doorworteling. Een doorgaande, gave grasmat kan vrij veel golfoverslag aan (gemiddeld orde 50 l/s per strekkende meter) en een golfbelasting tot een halve meter. Echter, in de praktijk worden deze waarden nooit gehaald. Bij trappen, aansluitingen met harde bekleding, hekken en palen en bij schapenpaadjes is de sterkte aanmerkelijk minder. Daarom wordt voor het ontwerp van een grasbekleding met aanzienlijk lagere waarden gewerkt. Vaak wordt een waarde van 5 - 10 l/s per strekkende meter gebruikt.
Een goede grasmat ontleent zijn sterkte vooral aan de doorworteling en in veel mindere mate van het blad. Daarom moet een grasmat voor een dijk ook heel matig bemest worden. Een kruidenrijk mengsel geeft ook een meer variabele wortelstelsel en is daarom voor een dijkbekleding te prefereren. 

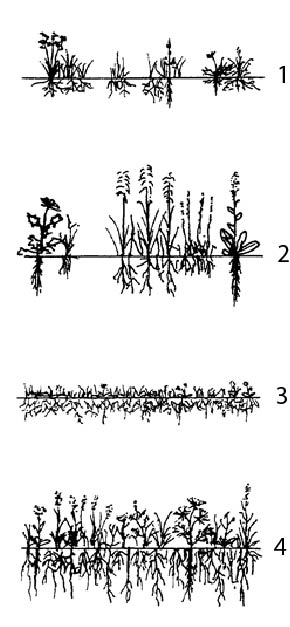
Verschillende bemestingsstrategieën en het resulterend wortelstelsel

In bijgaande figuur is het resultaat van vier verschillende bemestingsstrategieën gegeven, 1= beweiden + bemesten + herbicidengebruik; 2=hooien + bemesten of klepelmaaien zonder afvoer;'3 = beweiden + lichte bemesting; 4 = hooien zonder bemesting. Dijktechnische gezien is strategie 4 het aantrekkelijkst.
De sterkte van het binnentalud wordt onderzocht met een golfoverslagsimulator, de sterkte van het buitentalud met een golfoploopsimulator. Uit deze proeven is gebleken dat het beter is om de sterkte van de grasmat te relateren aan de snelheid van het overstromende water en niet zo zeer te laten afhangen van de tijdsgemiddelde golfoverslag over de dijk in l/s per strekkende meter.
Het blijkt maatgevend te zijn in welke mate de stroomsnelheid een bepaalde drempelwaarde overschrijdt. Omdat het feitelijk gaat over de schuifspanning die het water op de grasmat uitoefent, moet de snelheid in het kwadraat genomen worden. Om de belasting te bepalen wordt gedurende een storm van alle overslaande golven berekend hoe groot de snelheid over het binnentalud is, en daarvan wordt de som van de overschrijding van de kritische schuifspanning bepaald: {\displaystyle B_{c}=\sum {{\big (}u^{2}-u_{c}^{2}{\big )}}}; hierin is u de maximale snelheid die bij een bepaalde overslaande golf op het binnentalud optreedt en uc de kritische snelheid (dus de sterkte) voor de betreffende grasmat. De waarde van uc voor de grasmat wordt bepaald met stroomproeven op de grasmat, of kan benaderd worden met trekproeven aan de graszode. Deze waarde ligt over het algemeen tussen de 4 en 6 m/s.
Voor een gegeven storm kan de waarde van Bc bepaald worden. Met dit getal kan de schade bepaald worden:
Bc =   500 m2s2 Begin van schade
Bc = 1000 m2s2 Meerdere kale plekken
Bc = 3500 m2s2 Bezwijken toplaag

### Vetiver
Deze methode maakt gebruik van grassen die in blokken op dijken geplant worden. Vetiver (Chrysopogon zizanioides) wordt gebruikt bij de versteviging van rivierdijken. De grassoort wordt vaak gebruikt in combinatie met de cypergrassoort Cyperus rotundus. Vetiver verstevigt de grond waardoor het risico van afschuiving kleiner wordt en de overslag verminderd kan worden.
Vetiver wortelt tot een diepte van zes meter en vormt een wortelnet in de dijk zelf. Deze wortels houden de grond vast en hebben een soortgelijke werken als wanneer zandgaren ingespoten wordt in een dijk. Er ontstaat een grotere schijnbare cohesie (Hoek van inwendige wrijving) van de grond). Het gras houdt golfoverslag tegen doordat het gras, wanneer het dicht op elkaar geplant is, het water afremt waardoor de golf geen schade kan aanrichten aan het achterland.
Doordat er minder golfoverslag is kan een dijk dus ook lagere kruinhoogte krijgen. Vetiver is een grassoort die alleen groeit in tropische en subtropische klimaten, dit is niet zozeer een kwestie van temperatuur maar van te weinig daglicht in de winter. In Noord-Europa is deze methode dus niet toepasbaar. Voor zeedijken is ze ook niet toepasbaar, omdat het gras slechts voor kortere tijden zout water kan verdragen.